# Lleny
El lleny (sovint escrit leny) era un vaixell de rems, més curt que no pas la galera, més ample i pla. Podia tenir de vint a vint-i-cinc bancs per banda, armats a dues tires. Tenia un timó llatí a cada banda i sembla que, generalment, tenia un aparell llatí i un sol arbre. També hi ha exemples de llenys amb dos arbres. Pertanyien, així mateix, a aquesta família de vaixells el bus, la barca de rems o el llagut.